# Latvijas Architektūra
«Латвияс Архитектура» (латыш. «Latvijas Arhitektura») — латвийский архитектурный журнал, выходил в 1938—1940 в Риге, один раз в месяц. Издавался Латвийским товариществом архитекторов, один из основателей — профессор Эйжен Лаубе. Все годы редактором был архитектор Янис Рутманис. Журнал публиковал материалы о градостроении, истории архитектуры, знакомил с новыми проектами и предоставлял слово латвийским архитекторам.
В 1995 году издание возобновлено. До 1999 году назывался «Latvijas Architektura. Dizains. Interjers. Darzs». («Латвийская архитектура. Дизайн. Интерьер. Сад.»). Выходит 6 раз в году. Издавался «SIA Izdevniecība Baltika», затем с 1999 года «SIA Izdevniecība Lilita». Редакция находится в историческом комплексе зданий «Три брата», по адресу ул. Маза Пилс, 17. Главный редактор — автор популярных книг, доктор архитектуры Янис Лейниекс. Публикуются материалы по истории архитектуры и дизайна, журнал информирует о зарубежных архитектурных новинках, проводит дискуссии. Тираж 3400 экз. в 2005.